# Huan (Zhou-König)
König Huan von Zhou (chinesisch:  周桓王; pinyin: Zhōu Húan Wáng; Wade-Giles: Chou Huan Wang); persönlicher Name Jī Lín, gestorben 697 v. Chr., war der vierzehnte König der chinesischen Zhou-Dynastie und der zweite der östlichen Zhou-Dynastie (770–256 v. Chr.).
König Huans Vater war der Sohn von König Ping, Kronprinz Xiefu. Huan folgte seinem Großvater 719 v. Chr. auf den Thron.
Der Sohn und Nachfolger von Huan war König Zhuang von Zhou.
Im Jahr 707 v. Chr. wurden die königlichen Truppen in der Schlacht von Xuge (𦈡葛战) von Herzog Zhuang von Zheng (743–701) besiegt. Der König selbst wurde durch einen Pfeil in der Schulter verwundet. Die Niederlage zerstörte nachhaltig das Prestige des Zhou-Hauses.